# MiG-29M (航空機)
 MiG-29M / МиГ-29М
MiG-29M2
- 用途：戦闘機
- 設計者：ミコヤーン・グレーヴィチ設計局
- 製造者：ソコル航空機工場（ロシア語版）
- 運用者：#運用国を参照
- 初飛行：

  - 1986年（MiG-29M «9.15»）
  - 2001年（MiG-29M «9.61»）
- 原型機：MiG-29
- 派生型：

  - MiG-29K
  - MiG-35

MiG-29M (ミグ29M；ロシア語:МиГ-29М) はソ連のミグ設計局で開発された戦闘機で、MiG-29の発展型である。NATOコードネームは「ファルクラムE」(Fulcrum-E)。MiG-29M «9.15»は第4.5世代、MiG-29M «9.61»および複座型のMiG-29M2 «9.67»は4世代++ジェット戦闘機と定義されている。
本項では1987年に初飛行した«9.15»規格、2001年に初飛行したMiG-29M «9.61»両方について記述する。

## 開発

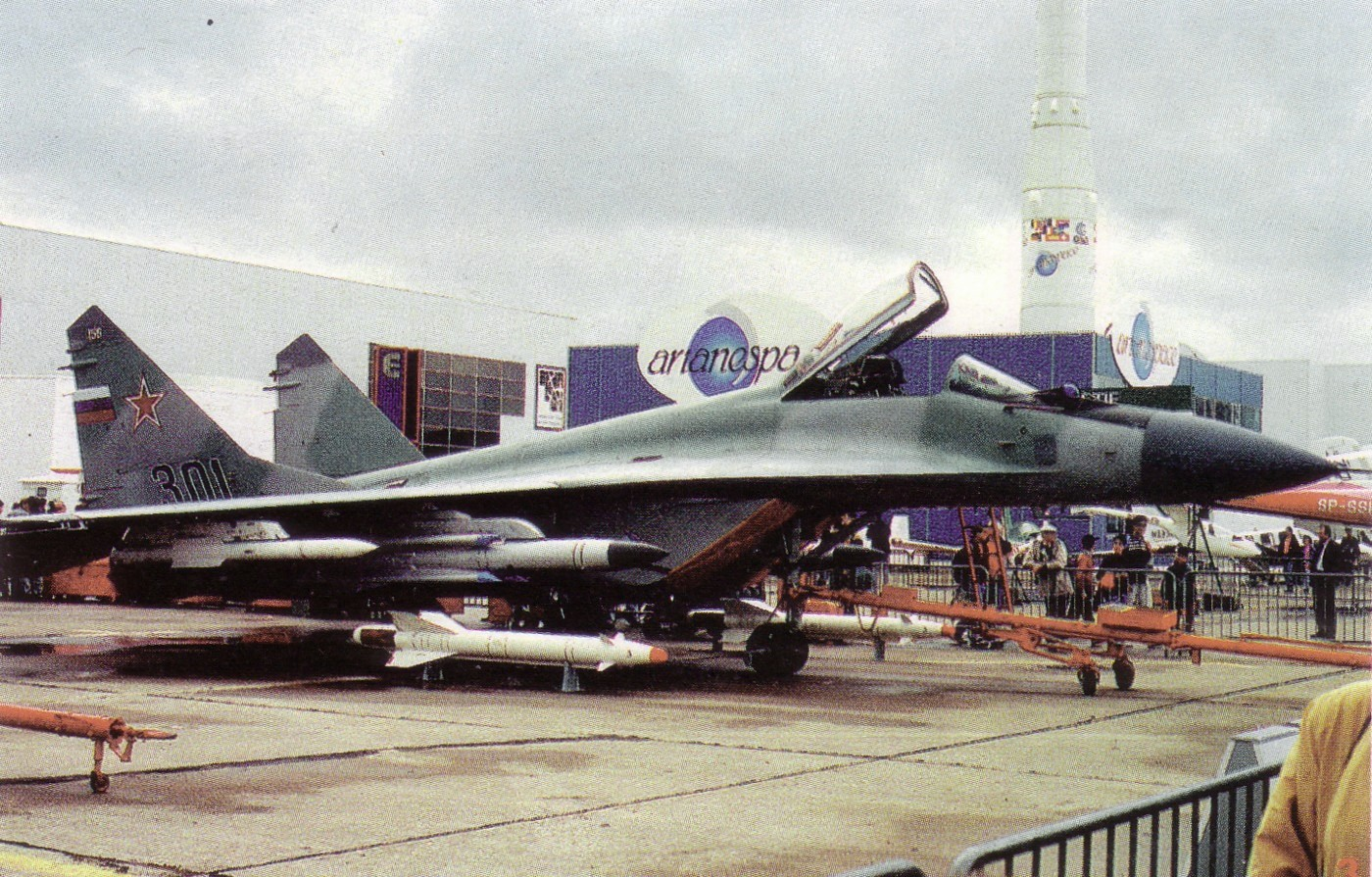
MiG-29M «9.15»

1980年代半ばに、元のMiG-29の開発はソ連西部の前線の要件を満たすために提案された。それは、前線守備空軍のために対地攻撃能力を有する多目的戦闘機であることが要求された。この開発は、単座、複座型をもたらした。この提案はその後軍事戦略の変化の結果、取り下げられた。1982年にはMiG-29の大規模な近代型の開発が開始され、1986年4月26日初飛行した。1994年に開催されたファーンボロー国際航空ショーでは輸出型のMiG-29MEがMiG-33という名称で展示されものの、受注はなかった。また、ベースとなるMiG-29M «9.15»もソビエト連邦の崩壊後のロシアの財政難により開発中止となった。
この他にも、本機を基に艦上戦闘機型のMiG-29K«9.31»も開発されていたが、ロシア海軍はSu-27K（Su-33）を選択したため不採用に終わった。

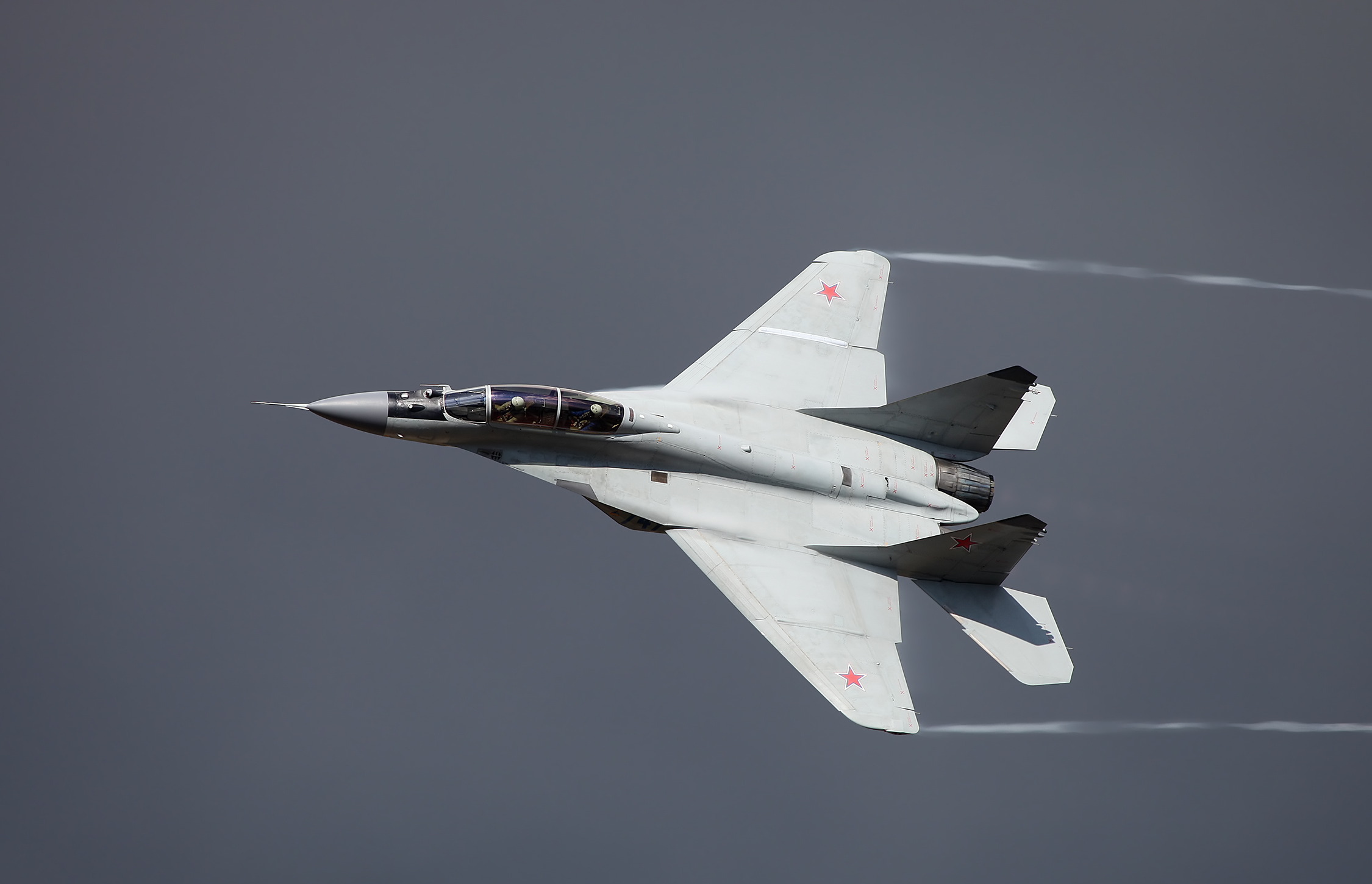
MiG-29M2 «9.67»の上面。
テイルコーンの形状がそれ以前の9.12/9.13規格のそれと変わっている。

2001年9月26日、MiG-29UBM «9.61»から発展した複座戦闘攻撃機型であるMiG-29Mが初飛行した。MiG-29MはUBMより発展したため、複座のMiG-29M2  «9.67»が基本型であるが、単座型のMiG-29M«9.61»も開発された。MiG-29Mは、MiG-29MRCAという名称を付けられ、新世代のMiG-29として海外への売込みが行なわれたものの、開発当時採用国は出なかった。しかし、MiG-29MはMiG-29K «9.41»とMiG-29KUB «9.47»のベースとなり、MiG-35に発展した。
その後「明らかにされていない外国」からの発注を受け、2008年5月30日ソコルは、MiG-29Mの生産を開始すると発表した。なお、この量産型ではMiG-29Kより進んだアビオニクスが装備される。MiGでは、2011年に「クラシック」と呼ばれる旧型のMiG-29の製造を終息させてMiG-29M系統に一本化すると発表しており。ミャンマー向け機体の納入の後にラインが転換される予定となっている。

## 設計

### 機体
MiG-29M «9.15»
MiG-29を原型としているが、後半に改良が加えられている。再設計された機体には、軽量化のためアルミ・リチウム合金が採用され推力重量比が増加した。機体上部のLERX部分に装備されたルーバー型の補助空気取り入れ口は廃止され、燃料タンクとなった。これにより燃料搭載量が若干増している。代わりにFODを防ぐ手立てとして、Su-27フランカーと同様にエア・インテーク内に折り畳み式の格子が備えられた。レドーム頂部のピトー管左右付け根部分に装備されているボルテックス・ジェネレーターも大きい迎角に適した形状に変更された。その他にも、テイルコーンが延長されエアブレーキは垂直尾翼の間、機体上面に移動しサイズも拡大されているほか、主翼フラップ及び水平尾翼も後ろに延長され面積が拡大、水平尾翼前縁にはドッグトゥースが設けられた。翼下にはハードポイントが2ヶ所追加された。

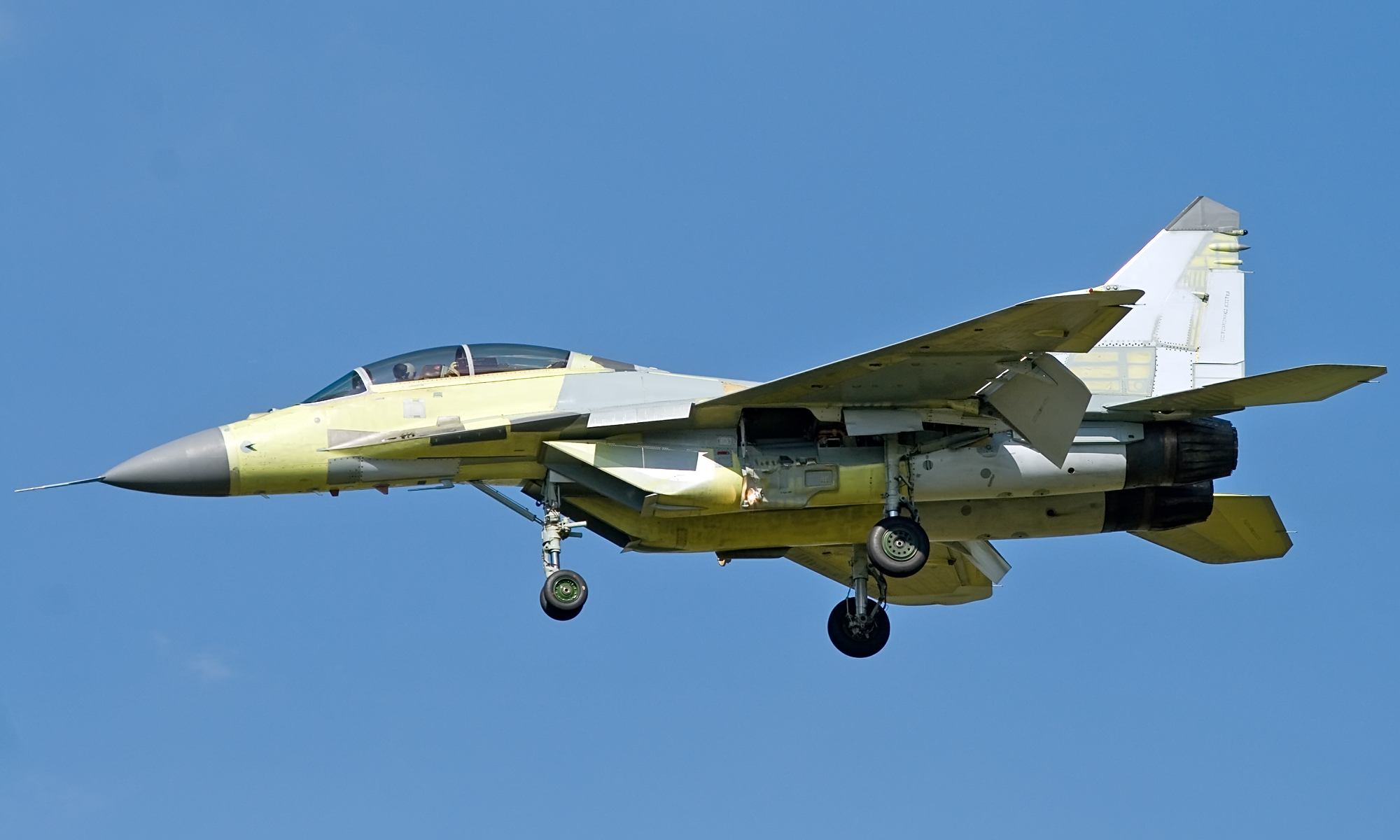
未塗装のMiG-29M«9.61»。LERX下部のクルーガーフラップが確認できるほか、キャノピーは複座型のMiG-29M2 «9.67»のものをそのまま流用している。

MiG-29M «9.61»/MiG-29M2  «9.67»
MiG-29 «9.15»と同様にLERX上の補助空気取り入れ口を廃止、折り畳み式の格子を備えた。主翼は面積が拡大され、ハードポイントが2ヶ所追加された。LREX下には戦闘機などの小型軍用機としては初めてクルーガーフラップが追加され、後縁の2重隙間フラップと前縁フラップと組み合わせることにより着陸時の操縦性を向上させた。材料も進歩しており、機体の約15%に複合材料が使用されている。軽量化により、アフターバーナーなしでのスーパークルーズが可能となった。多くの国において従来のMiG-29が早期退役することになった最大の原因である高い運用コストについても、改善が図られており、機体フレームや各種機器の部品の耐久性や信頼度がより高められた結果、飛行時間あたりの運用コストは2.5分の1（6割）減少し、機体寿命は6,000時間となった。

### アビオニクス
MiG-29M «9.15»

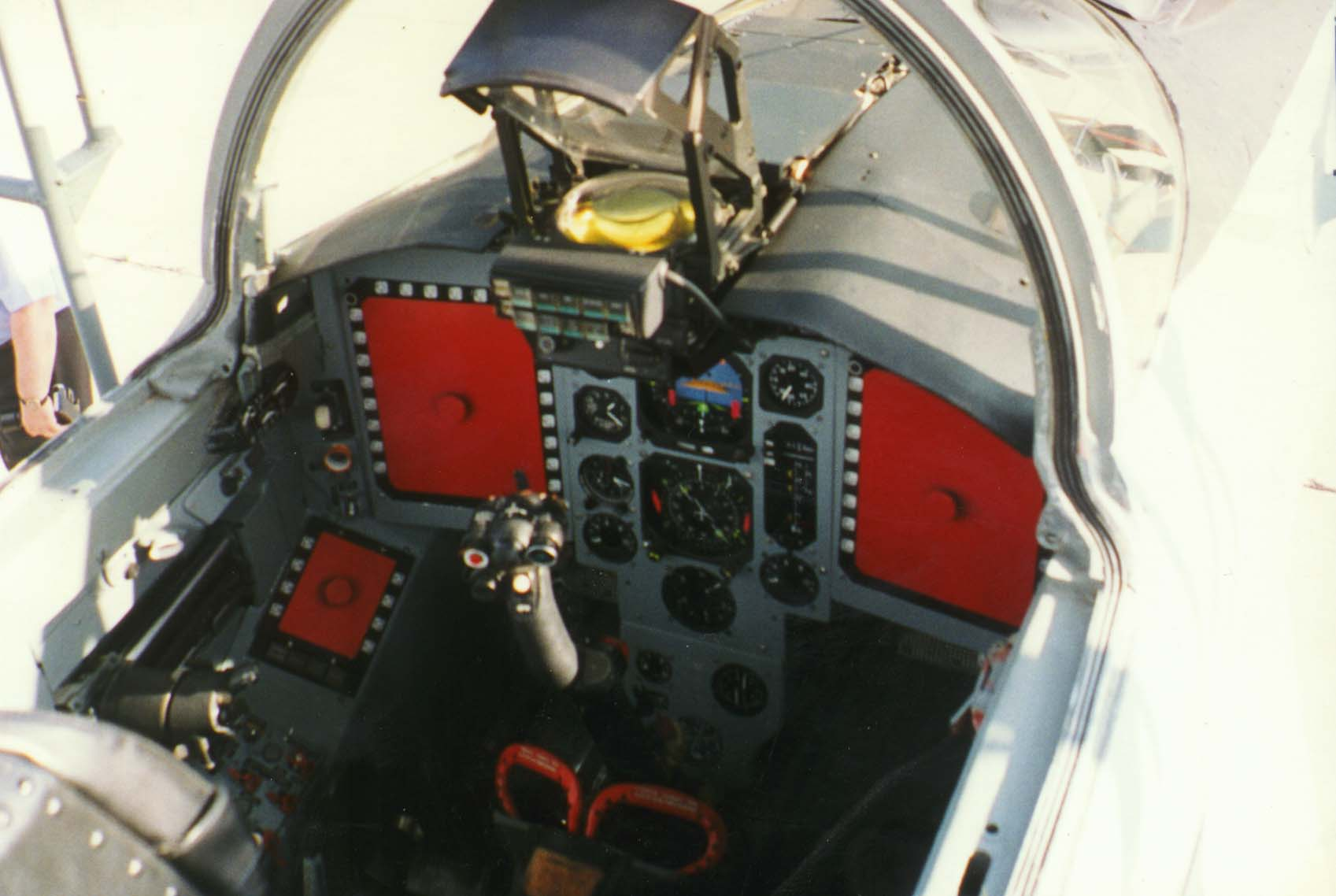
MiG-29M «9.15»のコックピット

操縦系には、アナログ式のフライ・バイ・ワイヤが導入されている。当時のソ連にはデジタル式のものを開発する能力がなかったとされるが、設計局はデジタル式の電子機器は電磁障害への耐性が無いとし、より簡素で信頼性のあるアナログ式のものを開発した。ヨー、ロール系統に3重、ピッチ系統に4重の冗長性を持つ。コックピットには2基のモノクロCRT多機能ディスプレイが装備し、HOTAS概念を導入したことによって操作性はかなり向上した。改良されたHMDを使用でき、視界向上のためにキャノピー形状が涙滴型に近づけられている。
自己防衛機材としては、主翼端と垂直尾翼にSPO-29"パステル"レーダー警報装置、チャフ・フレア・ディスペンサを備え全方位をカバーできる。
MiG-29M «9.61»/MiG-29M2  «9.67»
操縦系には4重のKSU-941デジタル・フライ・バイ・ワイヤが導入されている。コックピットはShKAl-29広角ヘッドアップディスプレイ（ラスタースキャン式、視野角30°）、カラー液晶多機能ディスプレイを前席に3基、後席に4基を備え、完全にグラスコックピット化されている。コスト削減のため複座型と単座型のキャノピーは共通であり、単座型では複座型の後部座席部分に燃料タンクが装備される。
KS-129機上酸素発生装置の導入により酸素の補充が不要となった。
搭載する多重チャンネル式のOLS-UEM赤外線捜索追尾システムは、320x256ピクセルの赤外線センサ、640×480ピクセルのテレビカメラ、レーザー測距儀を統合しており、上方60度、下方15度、左右45度ずつを捜索できる。探知距離は航空目標に対し、ヘッドオンで35km、追尾する状況だと90km程度で（エンジンの排気ノズルから、より多量の赤外線を放射するため）、20kmの距離で目標との距離評定及びレーザー誘導兵器の照準を行える。同時目標追尾数は2機。MiG-29Kに搭載されたOLS-UEは簡易型である。
自衛装備としては、SPO-29"パステル"レーダー警報受信機、チャフ・フレア・ディスペンサに加え、6基の紫外線式のミサイル警報装置と2基の"SOLO"レーザー警報受信機で構成されるI-222ミサイル発射及び警報装置を搭載する。翼下パイロンにはMSP-418Kジャミングポッドを装備可能である。
アビオニクスはMIL-STD-1553B互換のデジタルデータバスにより接続され、オープンアーキテクチャ化されており、顧客の要望により機材のアップデートや外国製の装備・武器の搭載が容易になっている。
内蔵式カラット自己診断装置(BIT：Built-In Test Equipment)によりメンテナンス性も向上している。
将来計画として着陸侵入用の自動制御システムの搭載が計画されている。これはパイロットが自動でグライドパスを進み、短時間で可視性が現れるまで降下するもので、悪天候下での飛行の安全性を高めるという。この他、ヘルメットディスプレイシステムと連動する新しい知的システムにより9G飛行時のG超過を防ぐシステムも搭載予定である。システムはスティックに追加の力を加えることで、一時的または永久的に無効にでき、追加で1〜2Gの負荷をかけることができるという。

### レーダー
MiG-29M «9.15»

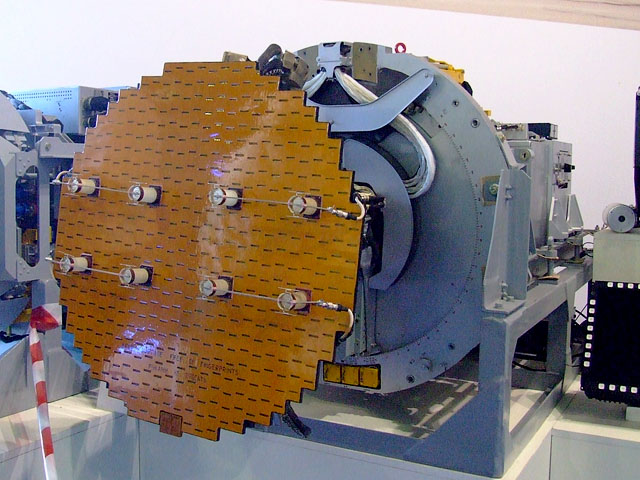
ジュークME

新たに開発されたプレナーアレイ式のN010ジュークを搭載する。ジュークはレーダー反射断面積（RCS）が5m2の目標を90 kmから探知でき、10-12目標を同時に探知、内2-4目標を追尾可能である。
MiG-29M «9.61»/MiG-29M2  «9.67»
上述のジュークの発展・改良型のN010MジュークMEを搭載する。空対空モードのほか、グランドマッピングや地形追従などの先進的な空対地、空対艦モードを有している。ジュークMEは、120km先の10目標を探知し内4目標を追尾でき、空対地及び空対艦モードでは戦車を25 km、橋を120 km、護衛艦を300 kmで探知可能で、同時に4目標を追尾可能である。

### エンジン
MiG-29M «9.15»

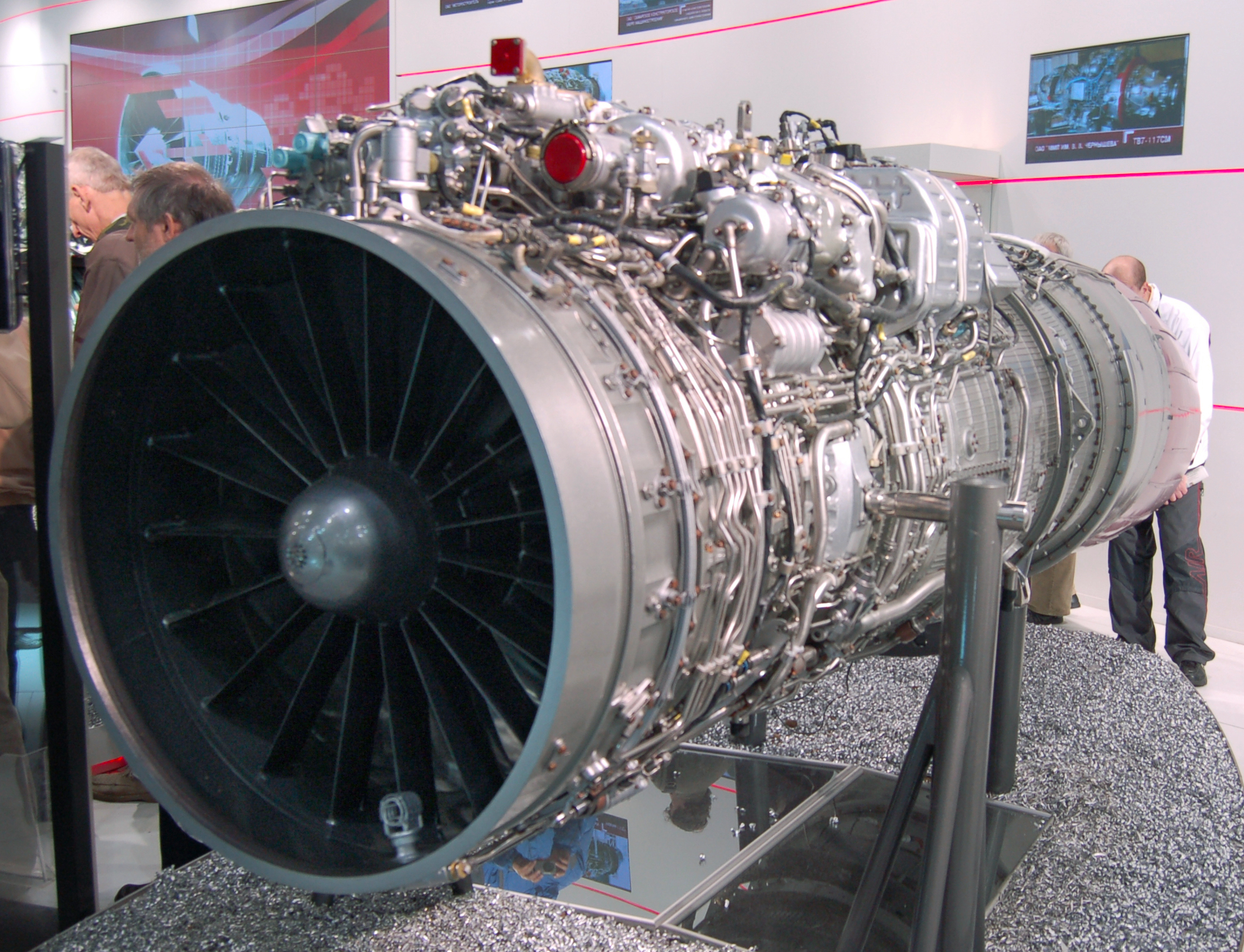
RD-33MKエンジン

RD-33Kを搭載。高い信頼性や整備性を受け継ぎつつ、推力を増強しており、推力はドライで54.0 kN（5,500 kgf/12,125 lbf）、アフターバーナー点火時は86.3 kN (8,800 kgf/19,400 lbf) 、緊急時の短時間に限って92.2 kN（9,400 kgp / 20,725 lbf）の出力を発揮することができた。
MiG-29M «9.61»/MiG-29M2  «9.67»
RD-33MKを搭載する。このモデルはパワーを必要とする艦上機のMiG-29K «9.41»/MiG-29KUB «9.47»のために開発され2001年に完成したタイプである。タービンブレードに新素材を用いたことなどにより、RD-33に比べて7%出力が向上し、ドライで53kN（5,400 kgf、11,900 lbf）、アフターバーナー点火時は88.3 kN （9,000 kgf、19,840 lbf）である。オーバーホール間隔は1,000時間、寿命は4,000時間にまで延長された。赤外線の放出量や視認性も低減され、熱帯気候下での運用も考慮されている。また、オプションで推力偏向ノズルの搭載も可能で搭載した場合15-12%の戦闘効率の増加をもたらすとされる。このノズルはMiG-29OVTで試験されたものである。

### 兵装
固定兵装として左ストレーキの付け根に「GSh-30-1」30mm機関砲（装弾数：150発）を1門を装備する。ハードポイントは胴体下の1箇所と翼下各4箇所の計9箇所あり、ペイロードは9か所全体で7,000kg。基本的にMiG-29M «9.15»とMiG-29Mで搭載できる兵装に違いは無いが、これに加えてMiG-29Mは空対地/空対艦用にT220/E照準ポッドとMSP-418Kジャミングポッドを装備できる。

## MiG-29OVT
MiG-29OVTは、MiG-29M«9.15»の機体に、新型の推力偏向ノズル付きエンジンや各種電子装備などを装着した試験機である。
装備された部品は以下の通り。

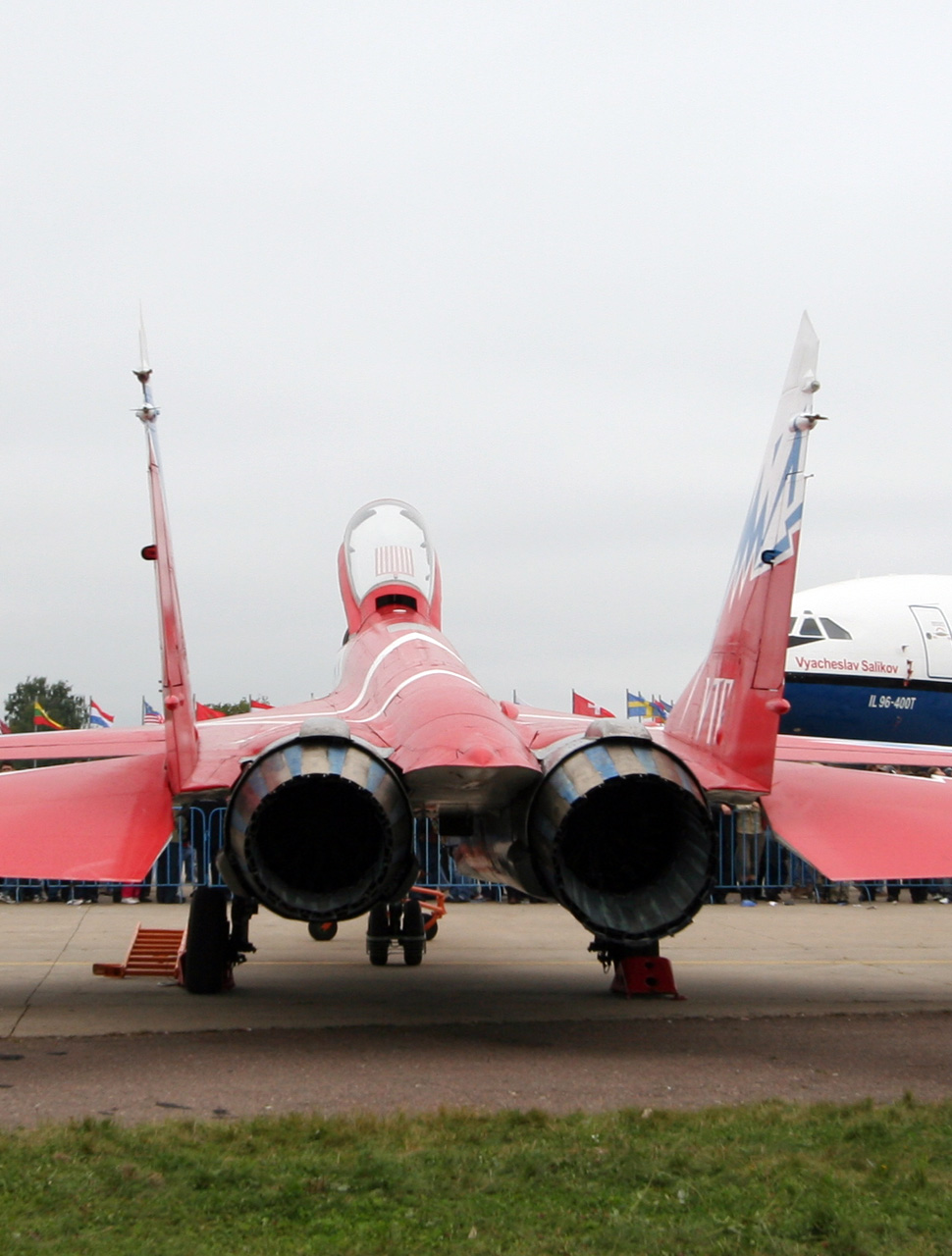
後部から見たMiG-29OVT。エンジンの推力偏向ノズルの駆動装置は、エンジンノズルの上部と、左右斜めの三か所にある。

- エンジンを推力偏向機能付きのRD-33OVT（RD-133）に変更。本エンジンのノズルは、ピッチ軸とヨー軸で±15度ずつ偏向可能となっているほか、新型のFADECを装備している。また、推力をミリタリー推力で5,600kgf、アフターバーナー使用時最大推力で8,900kgfにパワーアップしている。
- 新型のデジタル式フライ・バイ・ワイヤ制御装置を搭載。
- レーダーをN010ジュークから、N011Mバルス-29に換装。

本機はMiG-29M«9.15»の試作機のうち、「白の156号機」を改修して制作された。2003年に初飛行し、2005年8月に開催されたMAKS-2005で初めて公開飛行が行われた。

## MiG-29SMT/UBT
1997年11月27日には9.12規格の機体にMiG-29M «9.15»で培った技術を用いて改良を行ったMiG-29SMT «9.17»、1998年8月24日には複座型のMiG-29UBT «9.52»が初飛行した。MiG-29SMTはMiG-29M «9.15»と比べて改良部分が少なく、既存のMiG-29からの改修も可能で、低価格のため、正式採用された。ロシアは保有するMiG-29 150機をSMT仕様に改修する予定であるほか、2009年にアルジェリアに受領を拒否され返品された15機を受領している。また、2016年までに16機を新規調達する。なお、この機体は既存機からの改修機ではなく、新規生産機であり、MiG-29SMT（R）と呼ばれる。
ロシアのほかではインドが69機をSMT規格に準じたUPG仕様にアップグレードしているが、この仕様ではロシア以外のアビオニクスが数多く採用されている。MiGではこれらの以外の国のMiG-29ユーザーに対してこの規格への改修プランを提案している。

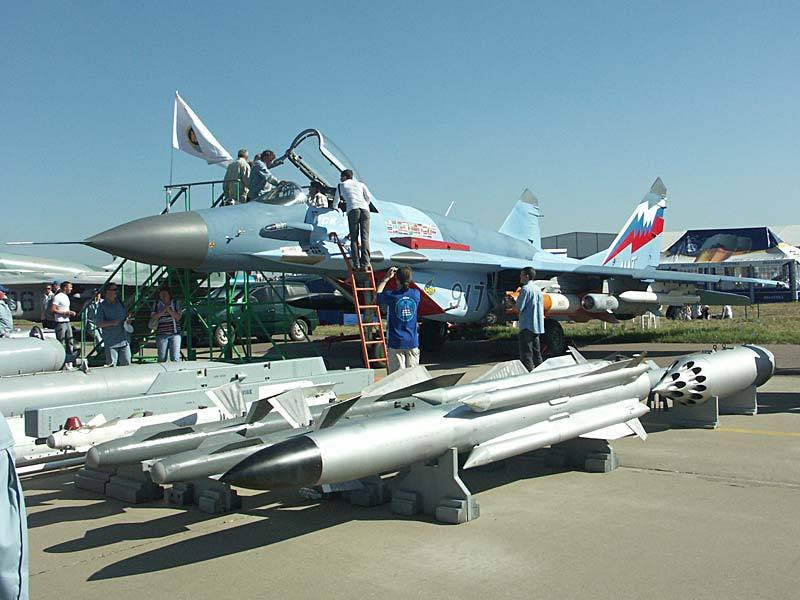
MiG-29SMT «9.17»

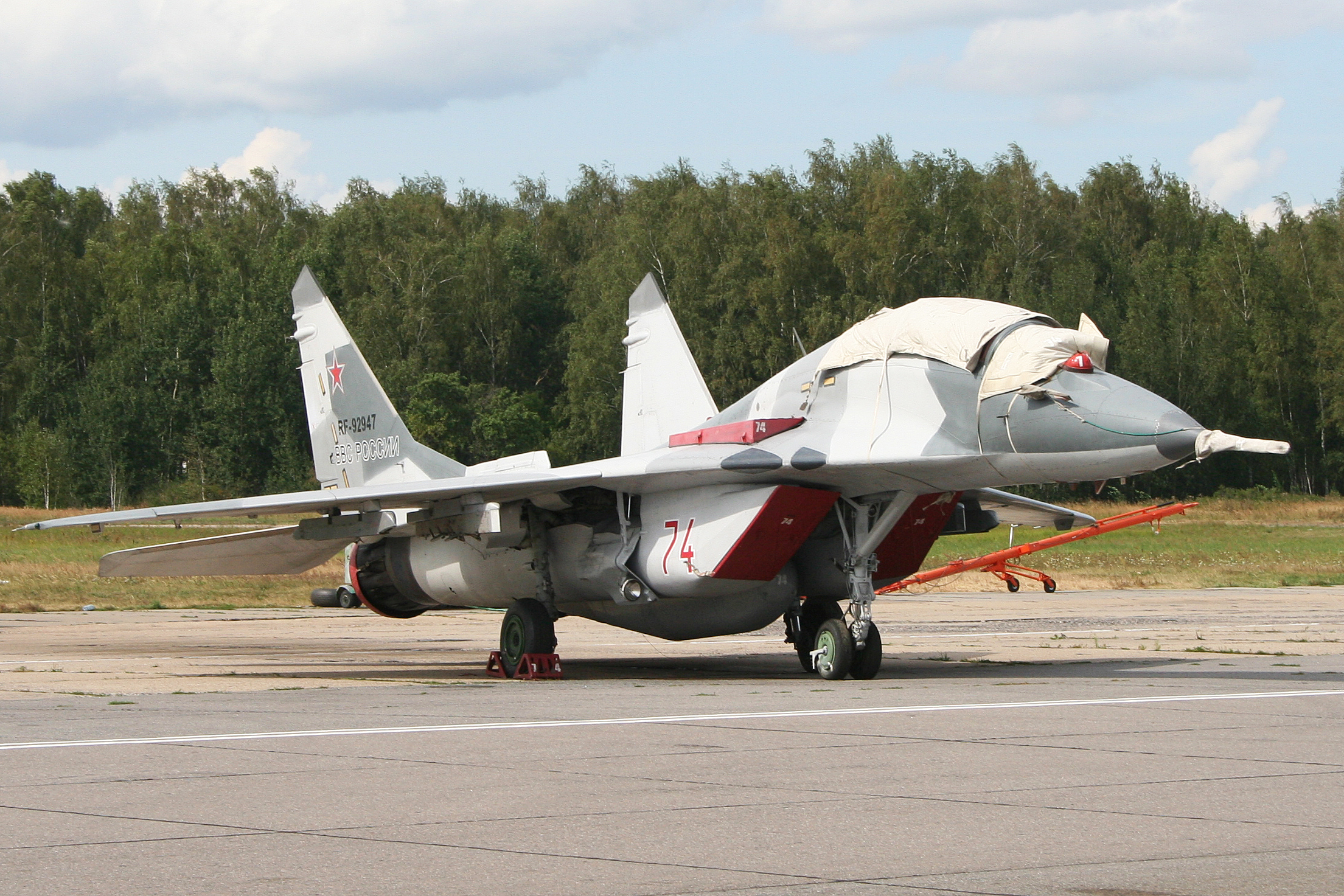
MiG-29UBT «9.53»。
垂直尾翼前縁付け根に、単座型の9.12/9.13規格やMiG-29SMTと同型のチャフ/フレア・ディスペンサーが追加装備されている（従来型のMiG-29UBには無い）のに注目。

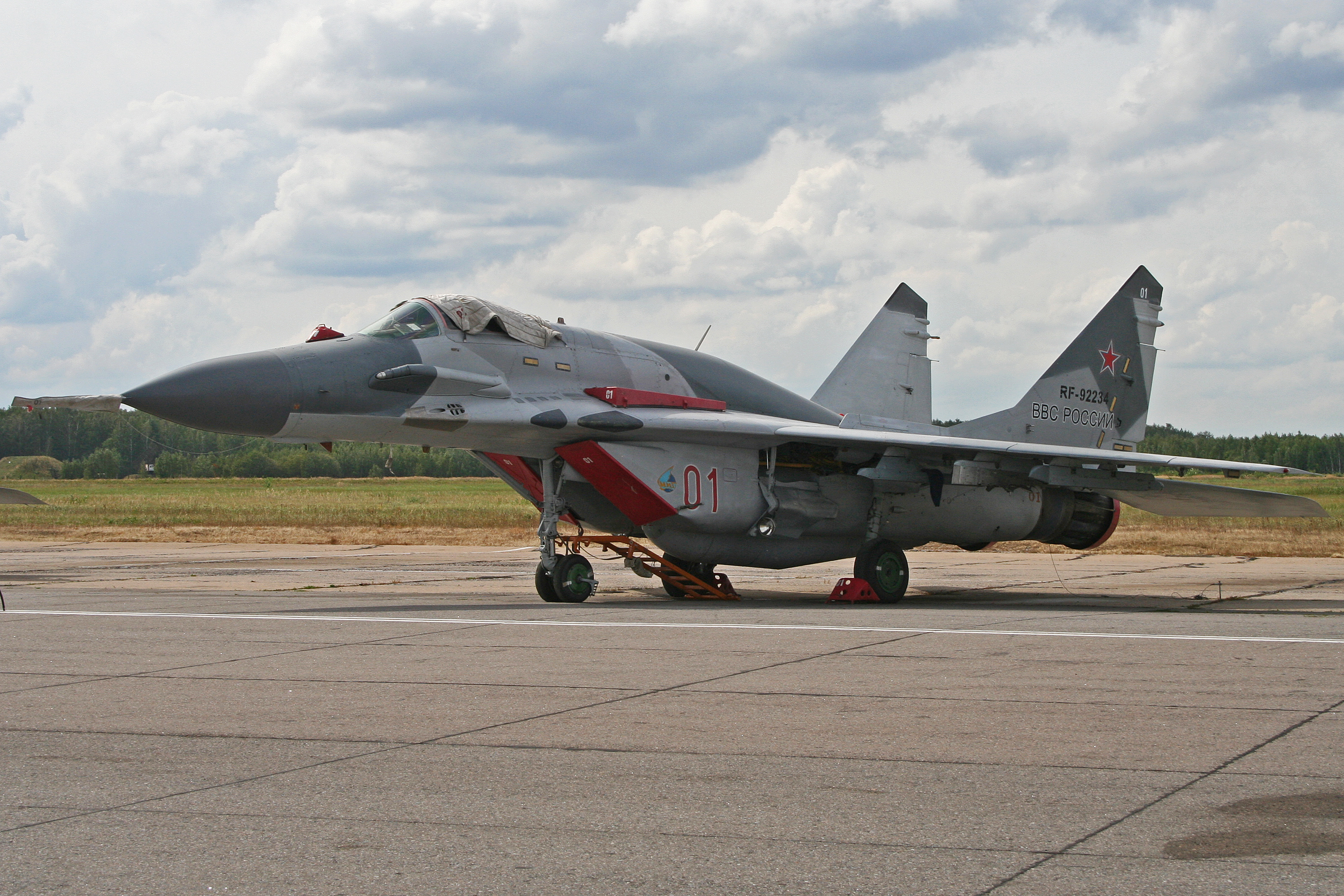
MiG-29SMT «9.19»
ドーサルスパインの角度が途中で大きく変わっているのに注目。

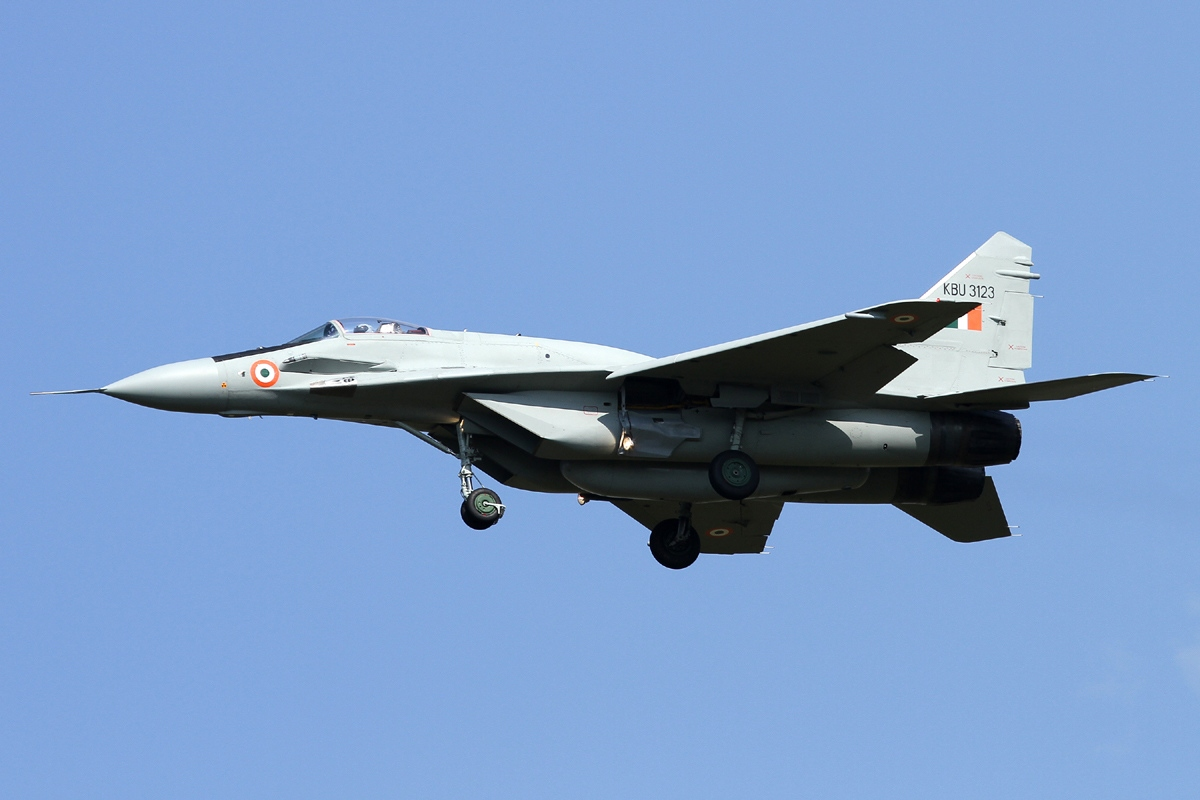
インド空軍のMiG-29UPG «9.20»

以下のモデルがある。

MiG-29SMT «9.17»/MiG-29UBT «9.52»
最初のモデル。改修項目は以下の通り。3機の試作機が作られたが正式採用には至らなかった。
- レーダーをN019MPに換装。
- マレーシア空軍のMiG-29Nと同型の折り畳み式空中給油装置の追加。
- 背部のドーサルスパインを大型化してコンフォーマル式に1,400Lと480Lの燃料タンクを追加。なお、背部の燃料タンクはメンテナンスなどの際取り外しが可能である。この際に、テイルコーンやエアブレーキをMiG-29Mと同型に改修される。
- エンジンを推力や寿命、信頼性が向上したRD-33シリーズ3（アフターバーナー推力81.4 kN）に換装。
- 主脚を車輪の大きさが840 X 290mmのKT-150に換装。
- MIL-STD-1553Bデジタルデータバスの採用。
- GPS/GLONASSに対応したA737航法システムの搭載。
- レーダー警報受信機をSPO-29"パステル"に換装。
- カラット-B自己診断装置の追加。
- 2基のMFI-68カラー液晶MFD（152×203mm）を搭載しグラスコックピット化。サイドコンソールにも小型のモノクロMFD（96×77mm）が搭載される。
- HOTAS概念の導入。
- ヘッドアップディスプレイの換装。
- ペイロードを4,500kgに増加。
- Kh-25ML、Kh-29T/L、Kh-31A/P、KAB-500などの空対地、空対艦兵装の運用能力付加。
- 運用寿命を2,500飛行時間から4,000飛行時間に延長。

この他、オサ-2パッシブフェーズドアレイレーダーを搭載したUBTのデモ機が1機（S/N 052）作られ1999年のMAKSで展示された。

MiG-29SMT «9.17A»（MiG-29SMT-II）
9.17のアビオニクスを近代化したもの。単座の9.17規格の機体を改修したデモ機を1機製作する予定であったが、予算不足により中止された。そのため実機はない。改修項目は以下の通り。
- レーダーをN010MP ジュークMに換装。
- ラメンスコエ設計局製のアビオニクスの装備。これに伴いコックピットのMFDはMFI-10-7に変更され、サイドコンソールの小型モノクロMFDは廃止された。

MiG-29SMT «9.18»/MiG-29UBT «9.53»
9.17A規格をベースとしてさらに改良したモデル。イエメンが導入したのがこのモデルである。改修項目は以下の通り。
- レーダーをN010M ジュークMに換装。
- IRSTをOEPS-29SMに換装。
- SAU-451-05SMT自動飛行制御装置の搭載。
- 9.17規格で装備された背部の燃料タンクの廃止。

MiG-29SMT «9.19»
9.18規格をさらに改良したモデル。アルジェリアが一時導入を決めた（のちに取消し）、ほかロシア空軍も採用を決めた。複座型はなく、9.53規格が用いられる。改修項目は以下の通り。
- 9.17規格で装備された背部の燃料タンクを前部（1,400L）のみ装備。
- アビオニクスを改善。

MiG-29UPG «9.20»/MiG-29UPG-UB «9.53I»
インド向けでSMT規格をベースに大幅に改良を加えたモデル。単座は9.19規格に、複座は9.53規格に基づいている。一部にはフランスやイスラエル製機材も導入されている。2010年2月4日初飛行。改修項目は以下の通り。
- 武器制御システムの更新。
- IRSTをOLS-UEMに換装。
- KS-129機上酸素発生装置の導入。
- 右垂直尾翼にラファエル社製のRWRを追加。
- バーラト・エレクトロニクス製のチャフ/フレアディスペンサを翼下に追加。
- 慣性航法装置としてSAGEM製のものを搭載
- Topowl-I HMD（タレス社製のものをライセンス生産したもの）への対応。

## 型式

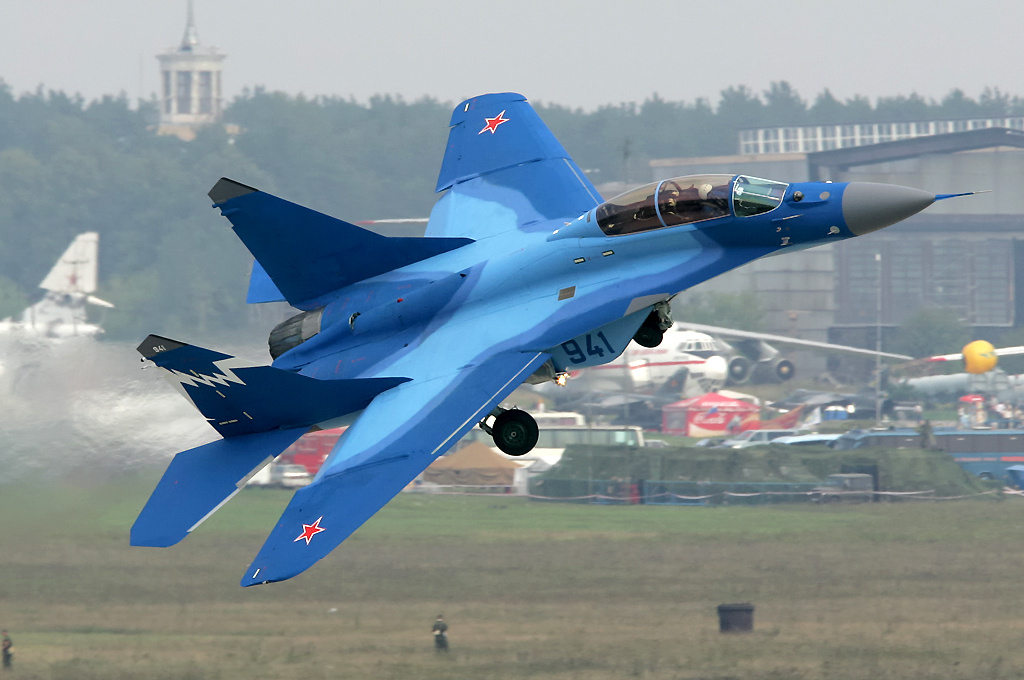
MiG-29K «9.41»

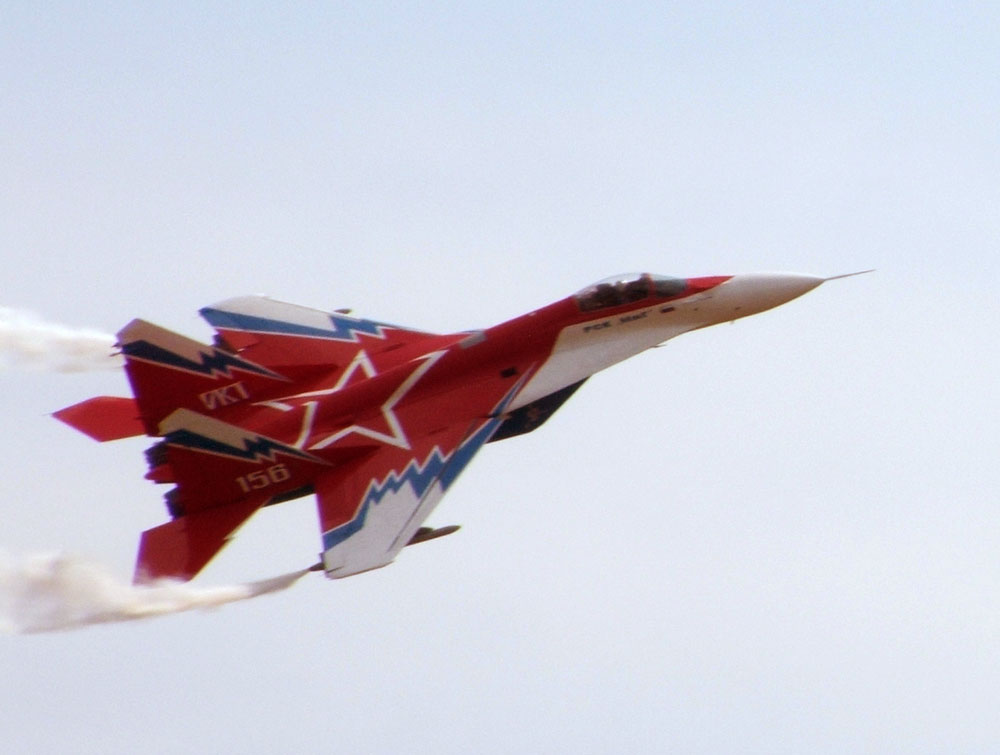
MiG-29OVT

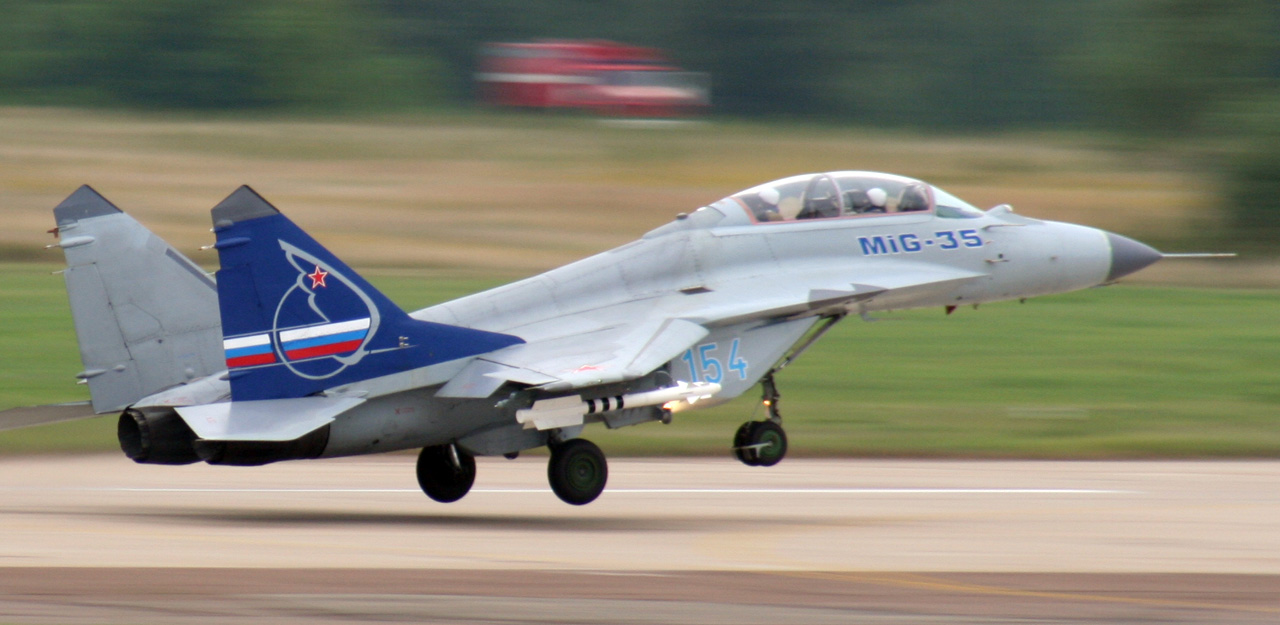
MiG-35D

«»は製品番号。
MiG-29M «9.15»
1987年に初飛行した改良型。量産されず。
MiG-29ME（MiG-33）
9.15規格の輸出型であったが、生産されず。
MiG-29K «9.31»
1988年に初飛行した9.15規格の艦上戦闘攻撃機型。選定でSu-27Kに敗れ開発中止。NATOではフルクラムD（Fulcrum-D）と呼んで識別した。
MiG-29OVT
2005年に初飛行。MiG-35に搭載するエンジンとアビオニクス、推力偏向ノズルを試験装備したテストベッド機。航空ショーにおける展示飛行では、ダブルクルビット、ブーメランを筆頭にSu-30MK以上の高機動を見せた。
MiG-29UBM «9.61»
MiG-29Mに準ずる複座練習機型。生産されず。
MiG-29KU «9.62»
MiG-29K «9.31»の複座艦上練習機型。教官席はレドーム位置に設けられる予定であった。生産されず。
MiG-29M2«9.67»
MiG-29UBM «9.61»から発展した複座戦闘攻撃機型。初飛行は2001年。
MiG-29K «9.41»
MiG-29Mの艦上戦闘攻撃機型。初飛行は2007年。インド側の要求が大幅に取り入れられており、軽量化や短距離離陸能力の強化、搭載燃料の増加や低RCS塗料の採用が行われている。
MiG-35D
MiG-29M2のアビオニクスを強化したもの。NATOではフルクラムF（Fulcrum-F）と呼んで識別した。
MiG-29M（MiG-29M1）«9.61»
MiG-29M2の単座型。
MiG-29KUB «9.47»
MiG-29M2の艦上練習機型。操縦席配置はMiG-29M2のようなオーソドックスなタンデム方式。
MiG-35
MiG-35Dの単座型。
MiG-29SMT «9.17»
9.15規格の技術を用いて従来の使用機を改修する機体。初飛行は1997年。
MiG-29SMTK «9.17K»
9.17規格の艦上戦闘攻撃機型。
MiG-29K-2002
MiG-29SMTKに西側装備品搭載能力を追加した輸出型。MiG-29K «9.41»と高い共通性を有する。MiG-29MTKとも呼ばれる。
MiG-29K-2008
MiG-29K-2002の能力向上型。MiG-35と高い共通性を有する。
MiG-29UBT «9.52»
複座型。初飛行は1998年。
MiG-29SMT2 «9.17A»
9.17規格機の能力向上型。
MiG-29SMT «9.18»
9.18規格の改良型。
MiG-29SMT «9.53»
9.18規格の複座型。
MiG-29SMT «9.19»
9.19規格の改良型。

## 運用国

### 現役
イエメン
- イエメン空軍
44機のMiG-29SMTおよびUBTを運用。

 インド
- インド空軍
保有するMiG-29 69機をUPG規格に改修。6機はロシアで改修されるが残り63機はヒンドスタン航空機でアップグレードされる。

 ロシア
- ロシア空軍
ロシアは保有するMiG-29 150機をSMT仕様に改修する予定であるほか、2009年にアルジェリアに受領を拒否された15機を受領している。また、2016年までに16機を新規調達する。

 エジプト
- エジプト空軍
15機を購入。2018年に1機墜落している。

### 検討・保留中
シリア
- シリア空軍
2012年までにMiG-29M/M2を12機を納入する契約を結んだが、内戦に伴う国際的な対シリア武器禁輸やシリア政府の財政難に伴って納入が延期されている。コメルサント紙の取材では、ロシアは2016-17年にも機体をシリアに引き渡したい意向である。

 イラク
- イラク空軍
少数の購入を検討している。

### 退役
アルジェリア
- アルジェリア空軍
2006年にMiG-29SMT 34機の輸出契約が結ばれ、2007年に15機が輸出された。しかし、アルジェリアは品質の悪い部品が使われているとして受領を拒否。Su-30MKAを振り替え購入した。

## スペック（MiG-29M）
Mikoyan MiG-29M2 basic dimensions, Rian.ru, airforce-technology, deagel.com,

### 機体
- 全長:17.37 m
- 全幅:11.4 m
- 全高:4.73 m
- 翼面積：38 m2
- 乗員:1または2名
- 空虚重量：13,380 kg
- 通常離陸重量：17,500 kg、17,780 kg（M2）
- 最大離陸重量：22,400 kg
- 発動機：RD-33MK ターボファンエンジン×2基
  - ドライ推力：52 kN (5,400 kgf）×2
  - アフターバーナー使用時: 88 kN (9,000 kgf) ×2

### 性能
- 最大速度
  - 高高度：M2.25(2,400km/h)
  - 低空：1,450km/h
- 航続距離
  - 通常航続距離：2,000 km、3,000km（M2）
  - 戦闘行動半径：1,000 km
  - フェリー航続距離：3,100 km
- 上昇率：330 m/s
- 翼面荷重:442 kg/m2
- 実用上昇限度：17,500 m
- 推力重量比：1.02
- 最大荷重：9G

### 兵装
- GSh-30-1　30mm機関砲×1　装弾数150発
- ハードポイント9か所

ロケット
- S-8
- S-13
- S-24
- S-25L
- S-250

空対空ミサイル
- R-27:4× R-27R, R-27T, R-27ER, R-27ET
- R-60:4× R-60M
- R-73:8× R-73E, R-73M, R-74M
- R-77:8× R-77

空対地ミサイル
- Kh-31:4× Kh-31A, Kh-31P
- Kh-29:4× Kh-29T, Kh-29L

誘導爆弾
- KAB-500L/KR/S-E
- KAB-1500L/KR/R/S-E

無誘導爆弾
- FAB-250
- FAB-500
- ZAB-500

照準ポッド
- T220/E[40]